# Prexaspes dictys
Prexaspes dictys är en insektsart som först beskrevs av John Obadiah Westwood 1859.  Prexaspes dictys ingår i släktet Prexaspes och familjen Pseudophasmatidae. Inga underarter finns listade i Catalogue of Life.